# Летописец от 72-х язык
«Летописец от 72-х язык» — русская летопись конца XV — начала XVI века, компиляция, состоящая из двух основных частей, доходящих до 1418 и 1477 годов соответственно. Кроме того, в каждом из основных видов летописи имеются дополнительные тексты.

## Состав и текстология
Первая часть близка к Ермолинской летописи, вторая — в общих чертах к Никаноровской, Вологодско-Пермской летописям и Московскому летописному своду 1479 года.
Летописец известен в трёх основных видах — Лихачёвском, Прилуцком и Уваровском. В каждом из них отличается окончание текста. В Лихачёвском виде после 1477 года читается текст, близкий к Московскому своду конца XV века, в Прилуцком виде — близкий к Типографской летописи Синодальной редакции и доведённый до 1497 года, в Уваровском виде до 1483 года следует текст, близкий к Прилуцкому виду и Синодальной редакции Типографской летописи, с 1483 года — текст, сходный с Софийской второй и Львовской летописями.
Наиболее оригинальной является вторая часть памятника, включающая фрагмент великокняжеского летописания за 1417—1477 годы. Предположительно он восходит к великокняжеской летописи, её редакции 1477 года, предшествовавшей Московскому своду 1479 года, поскольку в нём отсутствуют вторичные вставки свода 1479 года — пространного рассказа о Флорентийском соборе 1439 года и известия о том, что новгородцы в 1477 году сами назвали Ивана III «государем»; также сразу после этого фрагмента в Прилуцком виде помещён перечень князей, в котором присутствует Иван Иванович, старший сын Ивана III, рождённый в 1458 году, но ещё не упомянут второй сын Василий III, родившийся в 1479 году.
В списках Лихачёвского вида основной текст дополнен окончанием из великокняжеского свода редакции второй половины 1490-х годов, обрывающимся на 1488 годе. Окончание Прилуцкого вида отражает свод 1497 года, близкий к Типографской летописи Синодальной редакции. Конец сближается с великокняжеским летописанием, но содержит оригинальные известия о поставлении в 1489 году ростовского архиепископа Тихона и о покаянии Ивана III перед иерархами в 1497—1498 годах в связи с убиением своего брата Андрея Углицкого. Предполагается, что эти известия восходят к ростовской редакции великокняжеского свода конца XV века. Окончание Уваровского вида взято также из свода 1497 года, а также в дополнение из великокняжеский свод в редакции 1518 года.

## Источниковедение
Раньше других был изучен Уваровский вид (Уваровская летопись), сопоставленный с Ермолинской летописью. А. Н. Насонов открыл Прилуцкий вид, дал ему название Летописный свод 1497 года и указал на его близость к Уваровскому. Прилуцкий и Уваровский виды носили названия Летописные своды 1497 и 1518 годов соответственно. Позднее В. Ф. Покровская открыла Лихачёвский вид. Я. С. Лурье отметил, что в большинстве списков летописи стоит название «Летописець русский от семидесят и дву язык», и предложил его как общее наименование для произведения.

## Издания
- Полное собрание русских летописей. — СПб., 1910. — Т. 23. — С. 163—188 (начальные статьи и окончание Уваровского списка).
- Полное собрание русских летописей. — М. ; Л., 1963. — Т. 28.